# 菲约
菲约（法語：Fieux，法語發音：[fjø]）是法国洛特-加龙省的一个市镇，属于内拉克区。

## 地理
菲约（44°5'27"N, 0°25'27"E）面积14.85 平方千米，位于法国新阿基坦大区洛特-加龍省，该省份为法国西南部内陆省份，北起多爾多涅省，西接吉倫特省和朗德省，南至热尔省，东临塔恩-加龙省和洛特省。
与菲约接壤的市镇（或旧市镇、城区）包括：卡利尼亚克、弗朗塞斯卡、拉塞尔、内拉克、农迪约、索蒙。

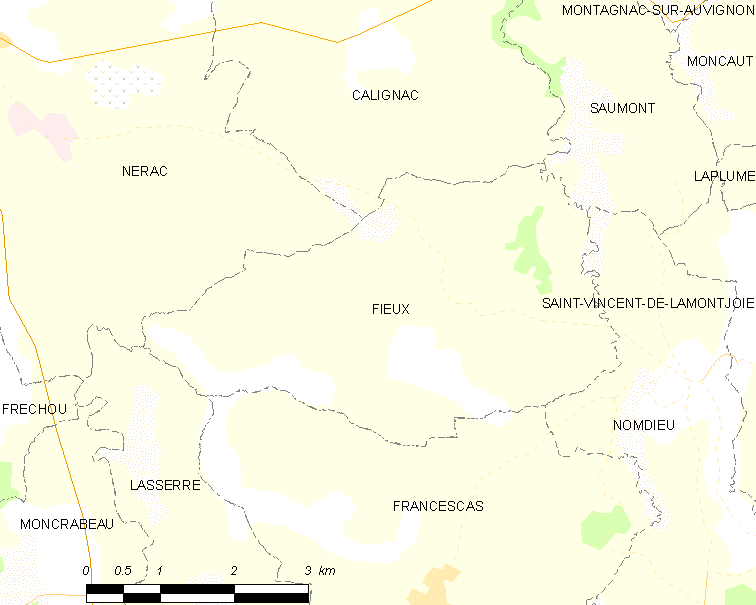
菲约的OSM定位图

菲约的时区为UTC+01:00、UTC+02:00（夏令时）。

## 行政
菲约的邮政编码为47600，INSEE市镇编码为47098。

## 政治
菲约所属的省级选区为阿尔布雷县。

## 人口

1962-2008年间菲约人口变化图示

菲约于2022年1月1日时的人口数量为327人。